# Muonio (Laponia)
Muonio (anteriormente llamada Muonionniska, Sami septentrional: Muoná) es un municipio de Finlandia
La ciudad se localiza en el círculo polar ártico, cercana a la frontera occidental del país, dentro del área de la antigua Laponia finlandesa. El municipio tiene una población de 2.365 habitantes (2015) y cubre una área de 2038,15 km² de los cuales 133,91 km² son agua. La densidad de población es de 1.24 habitantes km². Los municipios más cercanos son Enontekiö, Kittilä, y Kolari; y al oeste en Suecia, Pajala. 
En el lado del sur de ciudad, un puente cruza el río Muonio, conectando la localidad con la provincia de Norrbotten, en Suecia. Se conecta con la carretera E8 que va a Kilpisjärvi.
La ciudad es conocida por ser el lugar con menos contaminación del mundo y por tener la temporada de nieve más larga del país, por lo que su centro de asistencia vocacional imparte clases de esquí. Por esta razón una gran cantidad de practicantes de esquí deportivo se dirigen a Muonio.
Sólo se habla finés en la zona, una diferencia en comparación con otros asentamientos fronterizos con Suecia.

## Pueblos
En Muonio están las siguientes localidades: Ylimuonio, Kangosjärvi, Kätkäsuvanto, Kihlanki, y Särkijärvi.

## Política
Resultados de las elecciones parlamentarias en 2011 de Muonio:
- Partido del Centro   27.5%
- Coalición nacional   23.2%
- Verdaderos Finlandeses   16.4%
- Partido Socialdemócrata   15.9%
- Alianza de la Izquierda   9.8%
- Liga Verde   3.0%
- Demócrata Cristianos   2.4%
- Partido Popular Sueco   1.5%
- Otros 0.3%